# Hubert Wurth

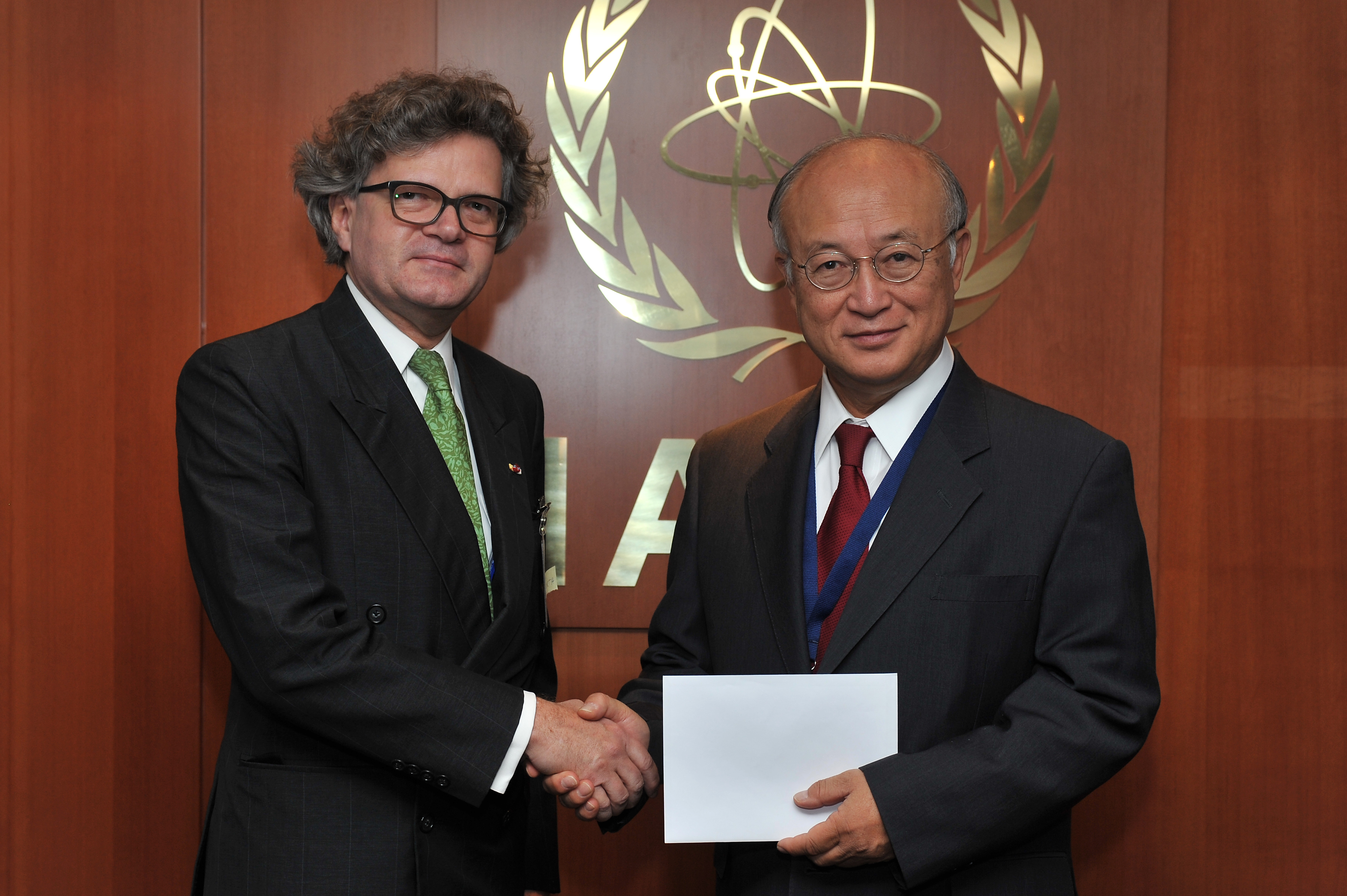
Hubert Wurth und Yukiya Amano in 2011

Hubert Wurth (* 15. April 1952 in Luxemburg) ist ein luxemburgischer Diplomat und Kunstschaffender. 
Wurth absolvierte sein Abitur am Luxemburger Athénée (1964 bis 1971), studierte dann Rechtswissenschaften an den Universitäten Aix-Marseille III und Paris II (1971 bis 1975), mit zusätzlichen Abschlüssen für internationale Beziehungen am Institut für politische Studien (IEP) in Paris (bis 1976) und luxemburgischen Recht an der Rechtsanwaltskammer in Luxemburg (1977). 1978 trat Wurth in den auswärtigen Dienst und durchlief bis 1988 verschiedene Positionen im luxemburgischen Außenministerium und den Auslandsvertretungen des Großherzogtums.
1988 wurde Wurth zum Botschafter in der Sowjetunion ernannt, mit zusätzlicher Akkreditierung in Polen, Finnland und der Mongolei und Dienstsitz in Moskau. 1992 wurde er nach Den Haag versetzt, als Botschafter gegenüber den Niederlanden, 1998 nach New York als Ständiger Vertreter bei den Vereinten Nationen, und 2003 nach Paris als Botschafter gegenüber Frankreich und als Ständiger Vertreter bei der Organisation für wirtschaftliche Zusammenarbeit und Entwicklung (OECD) und der Organisation der Vereinten Nationen für Erziehung, Wissenschaft und Kultur (UNESCO). 
Im August 2007 wurde er zum Botschafter im Vereinigten Königreich ernannt, mit Dienstsitz in London sowie zusätzlicher Akkreditierung in Irland und Island. Seit 2011 ist er diplomatischer Vertreter des Großherzogtums in Wien, als Botschafter gegenüber Österreich, der Slowakei und Slowenien, sowie als Ständiger Vertreter bei der OSZE, der IAEO, der UNIDO und dem Büro der Vereinten Nationen in Wien.
Wurth betätigt sich in seiner Freizeit als autodidaktischer Maler. Er ist mit der luxemburgischen Politikerin Lydie Polfer verheiratet und Vater von zwei Töchtern. 